# 알레만어 위키백과

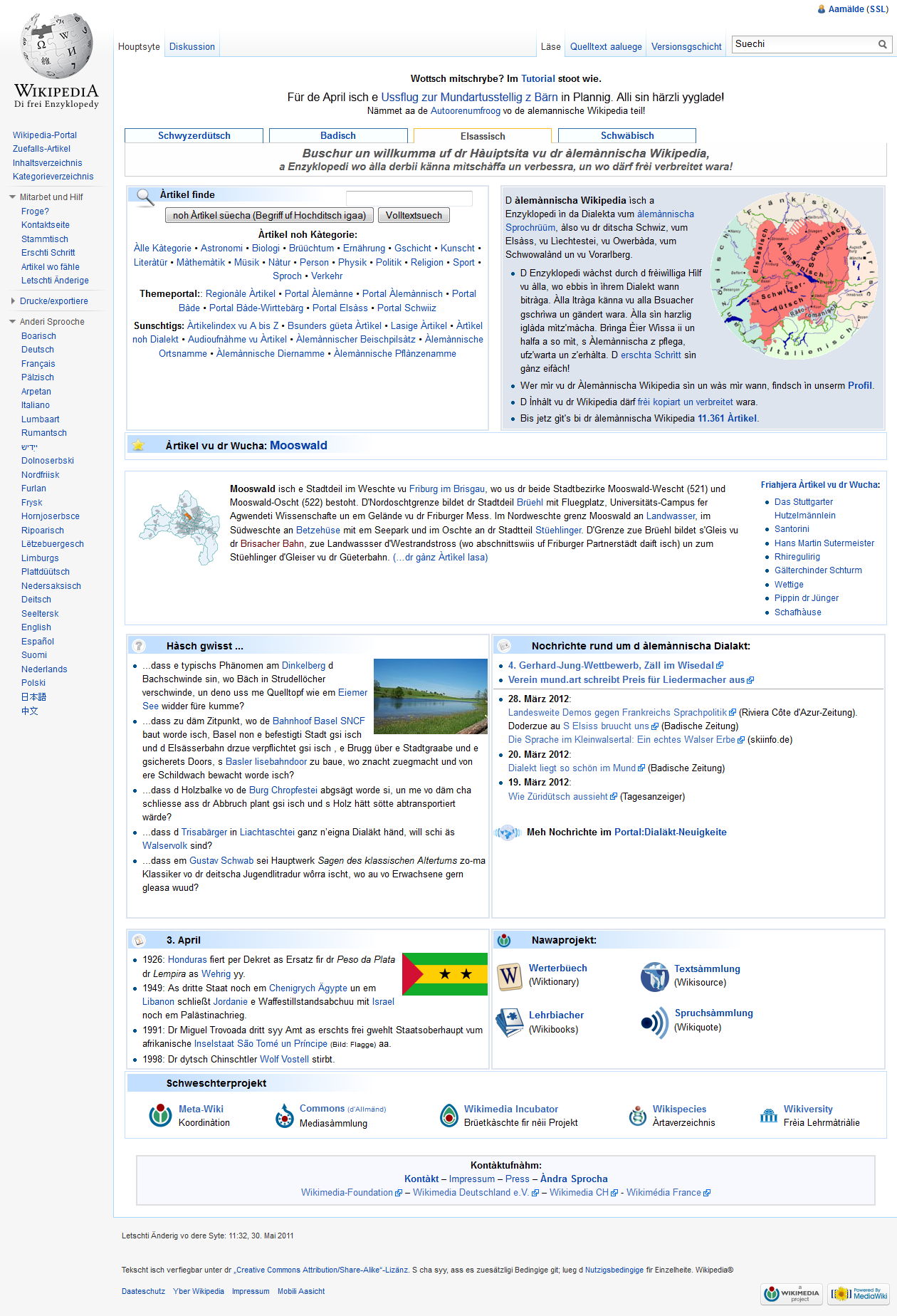

알레만어 위키백과는 알레만어로 운영되는 위키백과 언어판이다. 2014년 3월 18일 기준으로 16,202개의 문서가 있으며, 사용자 수는 37,038명이다. 2003년 11월에 시작되었다. 기호는 als이다.